# Межиров, Александр Петрович
Алекса́ндр Петро́вич Ме́жиров (26 сентября 1923, Москва — 22 мая 2009, Нью-Йорк) — русский советский поэт и переводчик.
С 1992 года — в США.

## Биография
Родился 26 сентября 1923 года в Замоскворечье в еврейской семье, переселившейся в Москву из Чернигова незадолго до его рождения: отец — юрист по профессии Пинхус (Пётр) Израилевич Межиров (1888—1958) — работал в московском представительстве Черниговского крайсоюза, позже экономистом, автор книги «Цены и торговые накидки: Краткое пособие для инструкторов-ревизоров и ревизионных комиссий коопорганизаций при проверке цен» (М.: Советская торговля, 1934); мать — учительница немецкого языка Елизавета Семёновна Межирова (1888—1969). Семья снимала квартиру № 31 в доме № 1/39 в Лебяжьем переулке (бывший доходный дом Г. Г. Солодовникова, 1913).
Александр Межиров — участник Великой Отечественной войны, воевал на Западном и Ленинградском фронтах. В самом начале войны был призван в армию и после курсов подготовки десантников в Татищево отправлен на фронт в составе 8-го парашютно-десантного корпуса. Был ранен, в госпитале переболел тифом. В 1942—1943 годах воевал под Ленинградом в 1-м батальоне 864-го стрелкового полка 189-й стрелковой дивизии, которая в разное время входила в состав 42-й, 67-й и 55-й армий. С 1942 года — заместитель командира стрелковой роты по политчасти, в 1943 году был принят в ВКП(б). Участник боёв по прорыву блокады Ленинграда на синявинском и красноборском направлениях. В марте 1943 года под Саблино был контужен. В 1944 году после лечения демобилизован в звании младшего лейтенанта.
После войны учился в Литературном институте им. А. М. Горького (1943—1947). Некоторое время учился на историческом факультете МГУ (1948). Член СП СССР с 1946 года. Участвовал вместе с Н. К. Старшиновым в занятиях литературного объединения И. Л. Сельвинского. Поддерживал дружеские связи с С. С. Наровчатовым.
Стихи писал с 1941 года. В послевоенные годы особенной известностью пользовалось его стихотворение «Коммунисты, вперёд!». Первый поэтический сборник «Дорога далека» вышел в 1947 году. За ним последовали сборники «Коммунисты, вперёд!» (1950), «Возвращение» (1955), «Подкова» (1957), «Ветровое стекло» (1961), «Ладожский лёд» (1965), «Лебяжий переулок» (1968) и другие, в которых поэт вновь и вновь обращался к военной теме. В конце 1980-х годов начал также писать стихи для детей. Много переводил с грузинского (И. Абашидзе, С. Чиковани), литовского (Ю. Марцинкявичюс) и других языков народов СССР. Написанное в 1956 году стихотворение «Мы под Колпином скопом стоим, / Артиллерия бьёт по своим…» получило широкое хождение в самиздате.
Преподавал на кафедре литературного мастерства Литературного института имени А. М. Горького с 1966 года. Многие годы вёл в этом институте поэтический семинар на Высших литературных курсах (ВЛК). Оказал влияние на молодых поэтов 1960-х годов — Е. А. Евтушенко, И. И. Шкляревского, О. Г. Чухонцева, А. К. Передреева.
В 1986 году Межиров получил Госпремию СССР — за книгу «Проза в стихах».
С 1967 года жил с семьей в ЖСК «Советский писатель» — Красноармейская улица, д. 21 (до 1969: 1-я Аэропортовская ул., д. 20).
С 1992 года проживал в США, сначала в Портленде (штат Орегон, где ранее поселились его дочь и внучка). Читал курс лекций по русской поэзии на русском отделении Портлендского университета. Затем жил в Нью-Йорке. Продолжал писать стихи. Последней крупной работой поэта стала поэма «Позёмка» (1993).

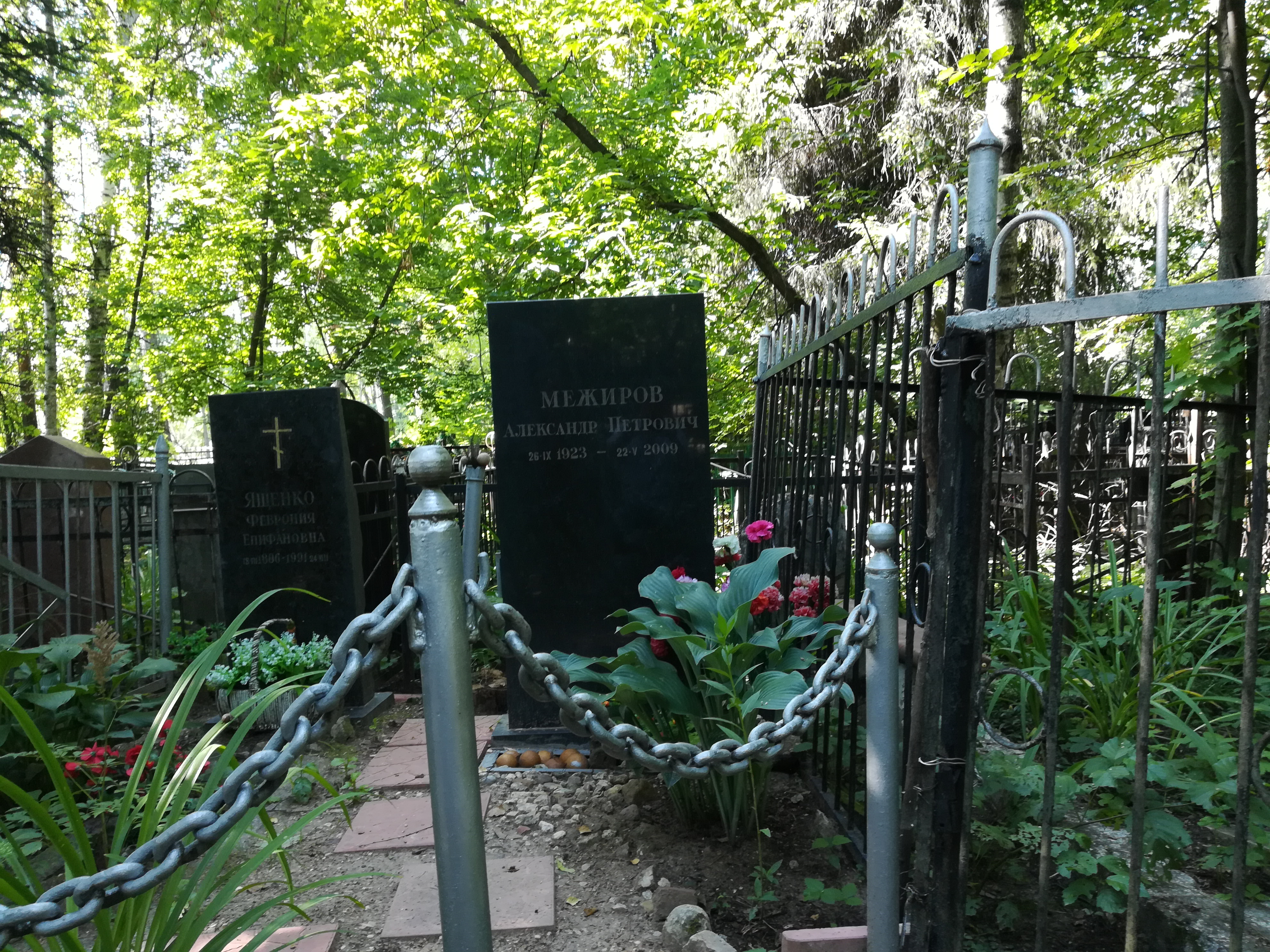
Могила Межирова на Переделкинском кладбище

Скончался 22 мая 2009 года в больницe Рузвельта в Нью-Йорке.
25 сентября 2009 года урна с прахом покойного, привезённая из США дочерью поэта, была захоронена на Переделкинском кладбище (уч. 2, 17-я аллея) рядом с могилой тёщи — Ф. Е. Ященко.

## Семья
Жена — Елена Афанасьевна (Лёля) Межирова (1921—2022).
- Дочь — Зоя Межирова (литературный псевдоним Зоя Велихова, род. 1949), поэт, эссеист; была замужем за поэтом Сергеем Алихановым; внучка Анна[43][44][45].

Сестра — Лидия Толстоухова (1926—2002), химик-технолог, автор изобретений в области целлюлозно-бумажного производства.
Упоминается также, что поэт состоял в родстве со скульптором Эрнстом Неизвестным.

## Факты
- А. П. Межиров имел репутацию сильного бильярдиста и картёжника[51][52][53][54][55].
- 25 января 1988 года на Ленинградском шоссе, находясь за рулём, Межиров сбил машиной актёра Ю. С. Гребенщикова[56], после чего скрылся с места происшествия, не оказав пострадавшему первой помощи[57][58] (эта информация оспаривается дочерью Межирова[59]). Через четыре месяца Юрий Гребенщиков скончался в больнице. Эта трагедия послужила поводом для многочисленных нападок на поэта[60]. По словам дочери поэта, Межиров очень переживал из-за случившегося[61][62].
- По свидетельствам встречавшихся с поэтом людей, в последние годы жизни в Нью-Йорке страдал потерей памяти[63][64]. Однако поэтесса Екатерина Горбовская считает это неправдой[65].

## Книги стихов
- Дорога далека: Стихи. М.: Сов. писатель, 1947. 103 с.
- Новые встречи: Стихи. М.: Сов. писатель, 1949. 103 с.
- Коммунисты, вперёд! Кн. стихов. М.: Молодая гвардия, 1950. 152 с.
  - То же. 1952.
- Возвращение: Стихи. М.: Сов. писатель, 1955. 104 с.
- Разные годы: Стихи / [Предисл. М. Луконина]. М.: Воениздат, 1956. 246 с.
- Стихи. М.: Сов. писатель, 1957. 248 с.
- Ветровое стекло: Кн. стихов. М.: Сов. писатель, 1961. 107 с.
- Стихи и переводы. Тбилиси: Заря Востока, 1962. 386 с.
- Стихотворения. М.: Гослитиздат, 1963. 190 с.
- Прощание со снегом: Кн. стихов. М.: Сов. писатель, 1964. 115 с.
- Ладожский лёд: Стихи. М.: Воениздат, 1965. 128 с.: 1 л. портр.
- Подкова: Кн. стихов. М.: Сов. писатель, 1967. 87 с.
- Избранная лирика. М: Молодая гвардия, 1967. 32 с.
- Лебяжий переулок: Стихи. — М.: Сов. Россия, 1968. — 158 с.; 20 000 экз.
- Стихотворения. М.: Худ. лит., 1969. 255 с.
- Невская Дубровка: [Стихи и поэма / Вступ. ст. Д. Хренкова]. Л.: Лениздат, 1970. 123 с.
- Поздние стихи. М.: Сов. писатель, 1971. 262 с. — 25 000 экз. (В сборник вошли стихи из трёх книг: «Ветровое стекло», «Прощание со снегом», «Подкова»)
- Стихотворения / [Вступ. ст. Е. Евтушенко]. М.: Худ. лит., 1973. 349 с.
- Тишайший снегопад: Стихи. М.: Мол. гвардия, 1974. 222 с.
- Недолгая встреча: Стихи. М.: Правда, 1975. 32 с.
- Времена: Стихи. М.: Сов. писатель, 1976. 319 с.
- Под старым небом: Стихи. М.: Сов. писатель, 1976. 110 с.
- Под старым небом: Стихи. — М.: Сов. писатель, 1977. 214 с.; 50 000 экз.
- Очертанья вещей. — М.: Современник, 1977. 158 с.; 20 000 экз.
- Медальон: Стихи. М.: Воениздат, 1979. 271 с.: 1 л. портр.
- Избранные произведения: В 2 т. / [Вступ. ст. А. Урбана]. М.: Худ. лит., 1981. 335, 383 с.
- Проза в стихах: Новая кн. [Худож. Вл. Медведев] — М.: Советский писатель, 1982. — 96 с. — 50 000 экз.
  - Проза в стихах: Новая кн. — М.: Советский писатель, 1989. — 96 с. — ISBN 5-265-01010-6 (Б-ка произведений, удостоенных Гос. премии СССР)
- Теснина: Из грузинской поэзии; Лирика разных лет. Тбилиси: Мерани, 1984. 511 с.
- Тысяча мелочей: Лирика. М.: Современник, 1984. 399 с.
- Закрытый поворот: Стихотворения. М.: Сов. писатель, 1985. 192 с.
- Бормотуха: Стихи. М.: Правда, 1989. 29, [2] с.
- Стихотворения / [Вступ. ст. А. Истогиной]. М.: Дет. лит., 1989. 174, [1] с.
- Избранное / [Вступ. ст. А. Истогиной]. М.: Худ. лит., 1989. 575 с.: 1 л. портр.
- Бормотуха: Стихи и поэмы. М.: Сов. писатель, 1991. 142, [1] с.
- Апология цирка: Кн. новых стихов. СПб.: Петрополь, 1997. 104 с.
- Позёмка: Стихотворения и поэмы. М.: Глагол, 1997.
- Артиллерия бьёт по своим: Избранные стихотворения последних лет. М.: Зебра Е, 2006. 624 с.
- Какая музыка была. М.: Эксмо, 2014. 256 с.

## Книги переводов
- Стихи грузинских поэтов. / Пер. с грузинского. Тбилиси, 1952
- Книга друзей. / Пер. с грузинского. Тбилиси, 1956
- Марцинкявичюс Ю. Кровь и пепел. / Пер с литовского. Вильнюс, 1964
- Марцинкявичюс Ю. Кровь и пепел. / Пер с литовского. М., 1965
- Марцинкявичюс Ю. Кровь и пепел. / Пер с литовского. Вильнюс, 1965
- Марцинкявичюс Ю. Кровь и пепел. / Пер с литовского. М., 1966
- Марцинкявичюс Ю. Стена. / Пер с литовского. Вильнюс, 1968
- Марцинкявичюс Ю. Стена. / Пер с литовского. М., 1969
- Марцинкявичюс Ю. Миндаугас. / Пер с литовского. Вильнюс, 1973
- Марцинкявичюс Ю. Кровь и пепел. / Пер с литовского. Фрунзе, 1977
- Карим М. Не бросай огонь, Прометей! / Пер. с башкирского. Уфа, 1979
- Марцинкявичюс Ю. Кровь и пепел. / Пер с литовского. Вильнюс, 1979
- Марцинкявичюс Ю. Мажвидас. / Пер с литовского. Вильнюс, 1984
- Теснина. Из грузинской поэзии./ Пер. с грузинского. Тбилиси, 1984
- Марцинкявичюс Ю. Кровь и пепел. / Пер с литовского. М., 1987
- Оразбаев И. Наследник./ Пер. с казахского. Алма-Ата, 1988

## Награды
- Орден Трудового Красного Знамени (1983)
- Медаль «За оборону Ленинграда» (Акт Полевого Управления 42 А от 18.6.1943 г. ЦАМО: ф.397, оп.9272, д.124_т1).
- Орден Отечественной войны 2 ст. (Юбилейная картотека: № 71 от 6.4.1985 г. ЦАМО: № записи 1516619411).
- Лауреат Государственной премии СССР (1986) (За книгу «Проза в стихах»)
- Лауреат Государственной премии Грузинской ССР (1987)
- Лауреат премии имени Важа-Пшавелы независимого СП Грузии (1999).
- В 1994 году удостоен награды Президента Соединённых Штатов Америки Билла Клинтона, которая была вручена ему в Белом Доме («Проникнутая духом партнёрства и взаимопомощи, благодарная Нация никогда не забудет Ваш несравненный личный вклад и жертвенность, проявленную во Второй мировой войне»)[источник не указан 3811 дней].